# Mălăiești, Bârzula
Mălăiești (în ucraineană Малаівці, transliterat: Malaivți) este un sat în comuna Ocna din raionul Bârzula, regiunea Odesa, Ucraina.

## Demografie
Componența lingvistică a localității Mălăiești
     Ucraineană (91,77%)
     Română (7,05%)
     Rusă (1,18%)
Conform recensământului din 2001, majoritatea populației localității Mălăiești era vorbitoare de ucraineană (91,77%), existând în minoritate și vorbitori de română (7,05%) și rusă (1,18%).

## Vezi și
- Românii de la est de Nistru